# Chiesa di San Rocco (Leffe)
La chiesa di San Rocco è un luogo di culto cattolico di Leffe in provincia e diocesi di Bergamo, fa parte del vicariato di Gandino. La chiesa fu edificata nel 1529 come edicola votiva al santo protettore delle pestilenze.

## Storia
La chiesa intitolata a san Rocco è posta sul colle che anticamente veniva chiamato Chignol e successivamente, con l'edificazione del luogo di culto, colle di san Rocco ed è posto sopra il paese di Leffe con orientamento a sud. Originariamente era una piccola edicola votiva, eretta in ottemperanza a un voto promesso durante la peste del 1529 che decimò gli abitanti della bergamasca. Nel 1530 l'edicola era sicuramente terminata come indicato in un documento redatto dal rettore della chiesa, la povertà del territorio non permise la formazione di un edificio ampio. La piccola cappella non era quindi adatta neppure per la celebrazione delle funzioni liturgiche, per questo motivo non è citata negli atti delle diverse visite pastorali che si susseguirono sul territorio di Leffe. 
Negli anni successivi il paese non fu contagiato dalle epidemie del 1544 e del 1575 tanto da far ritenere agli abitanti di essere stati salvati grazie all'intercessione del santo e per ringraziarlo innalzarono un nuovo più ampio luogo di culto. Il rettore don Rocco Mosconi autorizzo l'inizio dei lavori nel 1583. Tra i maggiori benefattori, oltre a quelli che offrivano mano d'opera, compare un certo Alessio Mondoni che nel lascito testamentario del 1584 lasciò 25 lire imperiali. Contribuì in maniera importante anche il comune: […] tutto il legname da costruzione occorrente […]. La costruzione aveva però un costo che obbligò un contributo sia da parte delle confraternite nelle persone di Bastiano Pezzoli e Maria Galizzi, e la donazione di un nuovo terreno da parte del comune. L'edificio era ultimato nel 1585 mentre la torre campanaria fu elevata solo nel 1612. Il 28 giugno dell'anno successivo la chiesa fu visitata dal vescovo di Bergamo Giovanni Emo. Dagli atti della visita risulta che le pareti erano affrescate con immagini che volevano raffigurare la pestilenza, per questo fu ordinata l'immediata cancellazione con calce. Ordinanza non eseguita e il vescovo Federico Corner in visita il 17 agosto 1624 dovette ripetere l'ordine, minacciandone la chiusura al culto.
Nel 1866 fu edificata la parte esterna della chiesa, con la costruzione del sagrato, di muri e della scalinata, poi riadattati nel 1968. La torre campanaria fu maggiormente rialzata nel 1675 e nel 1912 come indicato nelle lapidi poste a ricordo. Il concerto campanario di cinque campane, fu posto nel 1928, e rifuse nel 1946 dopo sequestrato durante il secondo conflitto bellico. Con l'incremento demografico degli anni '80 del ventesimo secolo furono eseguiti lavori di mantenimento e ammodernamento; purtroppo durante questi lavori furono distrutte parti decorative dell'edificio originale. Nel 1984 fu posto il nuovo altare liturgico comunitario in ottemperanza delle disposizioni del concilio Vaticano II.

## Descrizione

### Esterno
L'edificio di culto con facciata rivolta a est, è anticipato dal sagrato che si collega alla viabile urbana attraverso una gradinata, la tra via San Rocco e via Monte Beio. Il portico con pavimentazione in cotto e volta a crociera con tre aperture a archi a tutto sesto retti da colonne in cemento in stile toscano poggianti sul muretto in conci. La facciata nella parte inferiore in conci in pietra ospita centrale il portale con contorno in marmo dove è posta la data del 1584 con due finestre centinate laterali complete di inferriate. La parte superiore intonacata presenta un'apertura semicircolare atta a illuminare l'aula. La parte termina con il tetto a due spioventi. Il portico prosegue nella parte laterale.

### Interno
L'interno, anticipato dalla bussola lignea a unica navata ha tre archi a sesto acuto poggianti su lesene complete di capitelli in pietra a vista, in tre campate con copertura, che scarica sui gli archi, a travi di legno e parti intonacate, contrariamente all'originale che era completamente a travi a vista. La parte superiore all'ingresso ospita il matroneo, raggiungibile da una scala a chiocciola, e presenta tre aperture a tutto sesto rivolte verso l'aula. Sei finestre semicircolari, tre per lato, illuminano l'aula. La prima campata è dedicata a zona penitenziale con i confessionali lignei. In quella di mezzo vi sono gli ingressi laterali con le bussole lignee poste nel 1965. Sulla controfacciata si trovano le tele Flagellazione e la Crocefissione di Nostro Signore con lo stemma della famiglia Galizzioli. La navata conserva anche le tele intitolate a santa Lucia e Apollonia data 1677, e della Madonna Immacolata con la testa di un drago.
La zona presbiteriale anticipata dall'arco trionfale è di misura inferiore alla navata, con due nicchie poste nella parte con le statue dei santi Rocco e la Madonna Immacolata. L'altare addossato alla parete del coro absidale conserva una portella in argento opera di Luigi Guarinoni con l'altorilievo raffigurante Cristo seduto sul monte e la Madonna che nostra il pane eucaristico a san Rocco.